# 公教職工青年會
公教勞工青年會（法語：Jeunesse ouvrière chrétienne，簡稱JOC；英語：Young Christian Workers，簡稱YCW），又稱天主教勞工青年會，是一個國際性的天主教勞工組織。

## 歷史
公教勞工青年會於1924年由比利時天主教司鐸若瑟·卡代因（Joseph Cardijn）創辦，前身是其1912年發起的公教青年工人運動。時至今日，該會已於全球40個國家或地區設有支部。

## 外部連結
- 公教勞工青年會國際網站 （页面存档备份，存于）